# Vassili Jdanov
Pour les articles homonymes, voir Jdanov.
Vassili Jdanov (en russe : Василий Иванович Жданов, Vassili Ivanovitch Jdanov) est coureur cycliste soviétique, puis ukrainien après l'éclatement du bloc soviétique, né le 1er décembre 1963 à Kharkov, RSS d'Ukraine.

## Biographie
Sa carrière chez les amateurs, où il est intégré dans l'équipe de l'Union soviétique est plus fructueuse de résultats que sa carrière professionnelle. Solide athlète, 1,81 m, 77 kg, En 1985, avec l'équipe de l'URSS, il remporte le Championnat du monde Contre-la-montre par équipes. Dans les divers palmarès du cyclisme  son nom est souvent orthographié « Zhdanov » (en anglais), ou « Shdanow » (en allemand) .
Il devient professionnel en 1989 et le reste jusqu'en 1992. Il ne remporte aucune victoire dans cette catégorie. 

## Équipes successives
Vassili Jdanov fut engagé par différentes équipes professionnelles :
- 1989 : Alfa Lum - STM (Saint-Marin)
- 1990 : Alfa Lum (Saint-Marin)
- 1991 à 1992 : TVM - Sanyo (Pays-Bas)

## Palmarès
- 1983
  - Memorial Colonel Skopenko
- 1984
  - 7eb et 10eb étapes de la Milk Race
  - 3e du Tour de Grèce
- 1985
  -  Champion du monde du contre-la-montre par équipes amateurs (avec Igor Sumnikov, Viktor Klimov et Alexandre Zinoviev)
  - 3e étape de la Course de la Paix (contre-la-montre par équipes)[5]
  - 1rea (contre-la-montre par équipes) et 9ea (contre-la-montre) étapes du Tour de Basse-Saxe
- 1986
  -  Champion d'Union soviétique du contre-la-montre par équipes avec (Viktor Klimov, Igor Sumnikov et Assiat Saitov)
  - Tour de l'URSS
  - 2e étape (contre-la-montre par équipes) et 10e étapes (contre-la-montre) de la Course de la Paix[5]
- 1987
  -  Champion d'Union soviétique du contre-la-montre par équipes avec (Viktor Klimov, Igor Sumnikov et Assiat Saitov)
  -  Champion d'URSS du contre-la-montre en duo (avec Viktor Klimov)
  - Prologue de la Course de la Paix
  - 5e étape du Tour d'Autriche
  - 1re et 3e étapes du Tour des régions italiennes
  - Prologue et 5e étape du Tour de Sotchi
  - 2e du Gran Premio Palio del Recioto
  - 3e du championnat d'URSS du contre-la-montre
- 1988
  -  Champion d'Union soviétique du contre-la-montre par équipes avec (Viktor Klimov, Igor Sumnikov et Assiat Saitov)
  -  Champion d'URSS du contre-la-montre en duo (avec Igor Sumnikov)
  - Milk Race : 
    - Classement général
    - 2e et 6e étapes

  - 2e du Tour de Normandie
  - 7e du contre-la-montre par équipes aux Jeux olympiques de Séoul avec (Viktor Klimov, Igor Sumnikov et Assiat Saitov)

### Résultats dans les grands tours

#### Tour de France
- 1990 : 148e
- 1991 : 121e

#### Tour d'Italie
- 1989 : 80e

#### Tour d'Espagne
- 1989 : 99e
- 1991 : 88e

### Autres résultats
- 1985
  - 17e de la Course de la Paix
  - 19e du Tour de l'Avenir
- 1986
  - 9e de la Course de la Paix
- 1987
  - 33e de la Course de la Paix